# Greatest Live Hits
Albums de dream
Dream Meets Best Hits Avex
(2004) Hands Up!
(2010)
EPs par dream
Boy Meets Girl
(2005) DRM
(2007)
Compilations par dream
7th Anniversary Best
(2007)
Greatest Live Hits est un album live des meilleurs titres du groupe dream.

## Présentation
C'est un double album qui sort le 1er janvier 2007 au Japon sous le label avex trax, un an après le précédent disque du groupe, le mini-album Boy Meets Girl, à l'occasion du septième anniversaire de la sortie de son premier single le 1er janvier 2000. Un autre album du groupe sort simultanément le même jour pour l'occasion : la compilation 7th Anniversary Best.
Ces deux albums, enregistrés du temps de la formation à sept membres, resteront les derniers disques sortis par le groupe en tant que dream (en minuscules) ; en effet, il changera son nom en DRM en 2007, puis en Dream en 2008.
Les ventes de l'album live ne seront qu'anecdotiques, et il restera l'album le moins vendu du groupe. Le premier CD contient quatorze chansons interprétées lors de divers concerts par la formation originale en trio durant les deux premières années d'existence du groupe, dont neuf sorties en singles (une en "face B"), alors que le deuxième CD contient des chansons interprétées lors de divers concerts par la formation à huit puis sept membres qui lui a succédé en 2002, dont dix chansons issues de la discographie de la formation initiale (incluant une seconde fois Movin' on). 

## Participantes
Formation à la sortie du disque
- 1re génération : Kana Tachibana, Yū Hasebe
- 2e génération : Sayaka Yamamoto, Erie Abe, Aya Takamoto, Ami Nakashima, Shizuka Nishida

Interprètes
- CD1 : Mai Matsumoro, Kana Tachibana, Yū Hasebe
- CD2 : Tachibana, Hasebe, Sayaka Yamamoto, Erie Abe, Aya Takamoto, Ami Nakashima, Shizuka Nishida, Risa Ai (2002-2004)

## Liste des titres
(Pour les crédits des titres, voir les articles de leurs disques d'origine)
| 1.  | Believe in You (Believe in you)                                              | Chanson du 7e single              |  |
| 2.  | Kimi to Ita Sora (君といた空)                                                | Chanson de l'album Dear...        |  |
| 3.  | Private Wars (Private wars)                                                  | Chanson du 3e single              |  |
| 4.  | Start Me Up (dream live 2001 / Shibuya-AX / 2001.05.11) (Start me up...)     | Chanson du 3e single Private Wars |  |
| 5.  | Get Over                                                                     | Chanson du 11e single             |  |
| 6.  | Subpain (SUBPAIN)                                                            | Chanson de l'album Process        |  |
| 7.  | New Days                                                                     | Chanson de l'album Process        |  |
| 8.  | Precious Heart                                                               | Chanson de l'album Process        |  |
| 9.  | Yourself                                                                     | Chanson du 12e single             |  |
| 10. | My Will (My will)                                                            | Chanson du 6e single              |  |
| 11. | "NeverMore"                                                                  | Chanson de l'album Process        |  |
| 12. | Reality (reality)                                                            | Chanson du 4e single              |  |
| 13. | Movin' On (Movin' on)                                                        | Chanson du 1er single             |  |
| 14. | Sincerely ~Ever Dream~ (dream live 2002 "Process" / Shibuya-AX / 2002.06.23) | Chanson du 13e single             |  |

| 1.  | Movin' On (dream live 2003 ~dream world~ / Nippon-seinenkan / 2003.05.11)                                                                              | Chanson du 1er single                    |  |
| 2.  | Hello Goodbye (HELLO GOODBYE) | Chanson de l'album Euro "Dream" Land     |  |
| 3.  | Access to Love (access to love) | Chanson du 1er single Movin' On          |  |
| 4.  | Brave (brave) | Chanson de l'album Dear...               |  |
| 5.  | Solve (solve) | Chanson du 8e single                     |  |
| 6.  | Our Time | Chanson du 9e single                     |  |
| 7.  | Identity -Prologue- (dream party 2 / Shibuya O-East / 2004.07.4)                                                                                       | Chanson du 16e single                    |  |
| 8.  | W.h.y (w・h・y) | Chanson du 6e single My Will             |  |
| 9.  | Wo Ai Ni (我愛你) | Chanson du 15e single I Love Dream World |  |
| 10. | Love Generation (Christmas Party 2004 / Yokohama Osanbashi Hall / 2004.12.24)                                                                          | Chanson du 18e single                    |  |
| 11. | Lost Soul -crack- | Chanson de l'album Boy Meets Girl        |  |
| 12. | Send a Little Love (send a little love) | Chanson du 4e single Reality             |  |
| 13. | Stay: Now I'm Here (STAY ~now I'm here~) | Chanson du 10e single                    |  |
| 14. | "Cattleya" ('カトレア') | Chanson de l'album Dear...               |  |
| 15. | I Love Dream World ~Sekaijū no Shiawase wo Utaō~ (dream Party 2006 ~Love & dream~ / Yokohama Bliz / 2006.03.25) (I ♥ world ~世界中の幸せを歌おう~ ...) | Chanson du 15e single I Love Dream World |  |